# McLaren MP4-30
Chronologie des modèles (2015)
McLaren MP4-29 McLaren MP4-31
La McLaren MP4-30 est la monoplace de Formule 1 engagée par l'écurie britannique McLaren Racing dans le cadre du championnat du monde de Formule 1 2015. Elle est pilotée par l'Espagnol Fernando Alonso, en provenance de la Scuderia Ferrari, et par le Britannique Jenson Button, présent chez l'écurie de Woking pour la sixième année. Les pilotes-essayeurs sont le Danois Kevin Magnussen, titulaire chez McLaren en 2014 et pour le Grand Prix d'Australie, et le Belge Stoffel Vandoorne.
Conçue par les ingénieurs britanniques Tim Gloss, Neil Oatley et Peter Prodromou, la MP4-30 est présentée le 29 janvier 2015 sur Internet. Évolution de la McLaren MP4-29 de 2014, la MP4-30 se distingue par son poids, augmenté de onze kilogrammes, ainsi que par son moteur Honda, qui fait son retour dans la discipline depuis son départ en 2008, pour remplacer le moteur Mercedes utilisé depuis 1995.

## Création de la monoplace

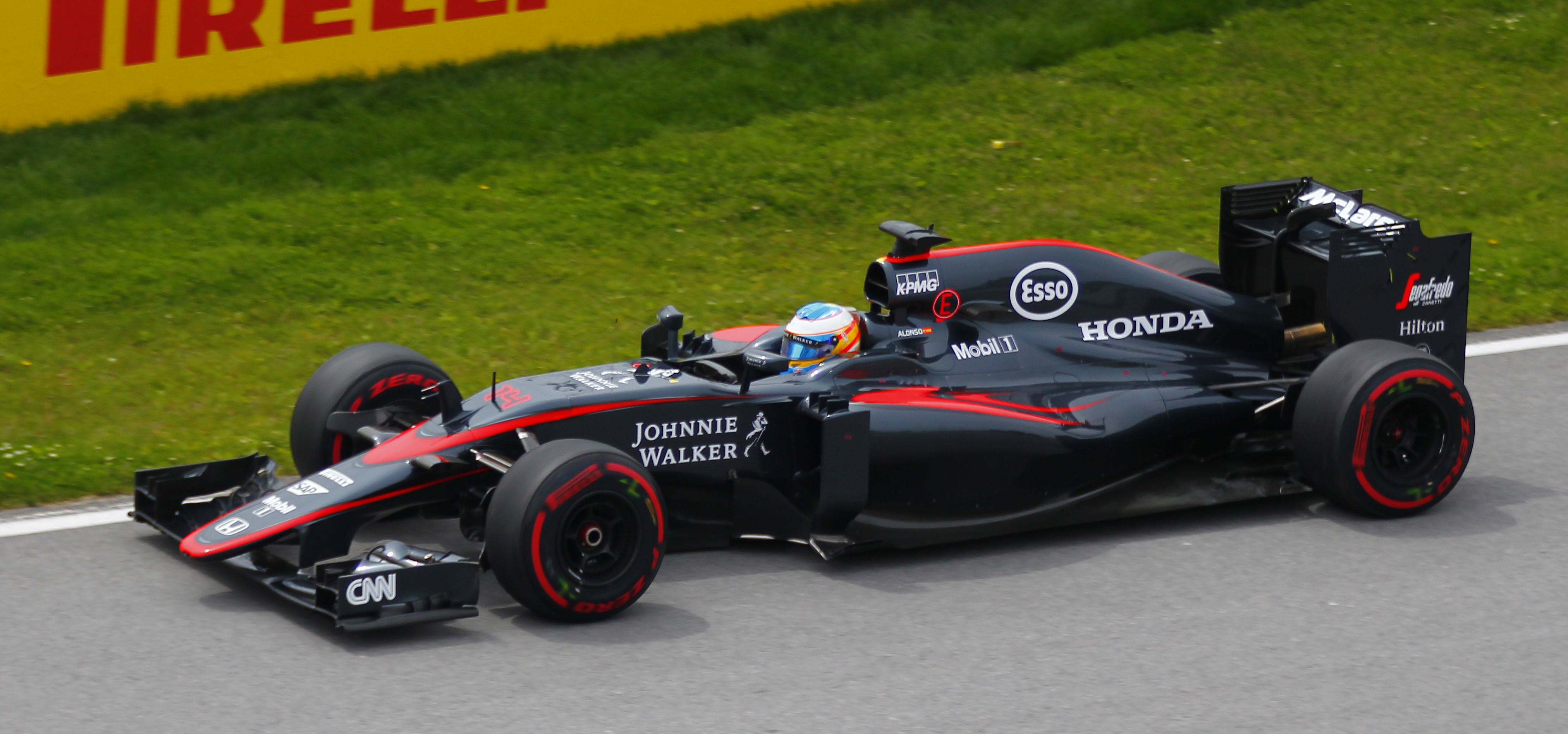
La MP4-30 dans sa seconde livrée, au GP du Canada.

En mai 2013, McLaren Racing et Honda annoncent un partenariat châssis-moteur à compter de la saison 2015, l'objectif étant de réitérer les succès obtenus par les deux entités entre 1988 et 1992.
La MP4-30 se distingue de sa devancière par son train arrière, très compact : en effet, les radiateurs moteur et d'huile, ainsi que l'intercooler, ont été placés à l'avant des pontons afin de dégager l'arrière de la voiture. L'air chaud est expulsé à travers les ouvertures en fin de carrosserie et au-dessus du pot d'échappement. Les bras de suspensions arrière sont en retrait par rapport à la transmission, afin d'ajouter des éléments aérodynamiques en forme de cloche ou de champignon. Le nez de la MP4-30 est plus long et plongeant que celui de la MP4-29, principal défaut de cette dernière en raison de la mauvaise canalisation du flux d'air. La suspension avant, attachée en hauteur, est similaire à celle de la Lotus E23 Hybrid par ses bras horizontaux, afin d'améliorer l'adhérence mécanique. La MP4-30 se caractérise également par une nouvelle approche, celle de ne pas rechercher l'appui maximal, ce qu'explique le directeur sportif de McLaren, Éric Boullier : « Le concept de la MP4-30 est tourné vers la facilité d'utilisation pour le pilote. Nous voulons être certains que nos pilotes puissent exploiter la voiture à la limite. Si votre machine est performante, mais que le pilote ne peut pas la conduire, c’est évidemment du gâchis ».
Si aucun responsable de McLaren n'évoque d'objectifs précis pour 2015, Ron Dennis pense au long terme : « Même si notre nouvelle alliance a commencé il y a déjà plusieurs mois, le lancement de la McLaren-Honda MP4-30 marque le début d'une longue aventure. Nous avons déjà fait beaucoup, mais il reste énormément de travail à effectuer avant d'espérer retrouver le niveau de succès qui était le nôtre il y a 25 années plus ou moins. Je pense que nous pourrons atteindre un jour nos objectifs, à savoir remporter des Grands Prix et des titres pour McLaren-Honda ».
La McLaren MP4-30 est présentée avec une livrée provisoire noire, rouge fluo et argentée, et dénuée de sponsors, ce qui a déçu de nombreux fans, qui l'ont comparé à la Hispania F110 de 2010 ou la Marussia MR03 de 2014. Ron Dennis, qui espérait signer un partenariat avec Lego, précise que McLaren changera ses couleurs s'« il y a beaucoup d'argent qui arrive de la part de sponsors ». Il commente également les touches argentées de la monoplace, qui font penser à l'alliance entre l'écurie de Woking et Mercedes entre 1995 et 2014 : « L'argent et le rouge fluo sont nos couleurs. Nous avons plus gagné avec le rouge fluo qu’avec n'importe quelle autre couleur. L'argent a évolué, il y a très peu de reflets dans cette peinture. Je ne l'appellerais par argent d’ailleurs »,.

## Historique
Victime d'une violente sortie de piste au volant de la MP4-30 lors des tests hivernaux à Barcelone le 21 février, Fernando Alonso, qui a souffert d'une commotion cérébrale, déclare forfait sur les conseils de ses médecins pour le Grand Prix d'Australie, première manche de la saison. Il est remplacé par Kevin Magnussen.

## Résultats en championnat du monde de Formule 1
| Saison | Écurie        | Moteur               | Pneus   | Pilotes         | Courses | Courses | Courses | Courses | Courses | Courses | Courses | Courses | Courses | Courses | Courses | Courses | Courses | Courses | Courses | Courses | Courses | Courses | Courses | Points inscrits | Classement |
| Saison | Écurie        | Moteur               | Pneus   | Pilotes         | 1       | 2       | 3       | 4       | 5       | 6       | 7       | 8       | 9       | 10      | 11      | 12      | 13      | 14      | 15      | 16      | 17      | 18      | 19      | Points inscrits | Classement |
| ------ | ------------- | -------------------- | ------- | --------------- | ------- | ------- | ------- | ------- | ------- | ------- | ------- | ------- | ------- | ------- | ------- | ------- | ------- | ------- | ------- | ------- | ------- | ------- | ------- | --------------- | ---------- |
| 2015   | McLaren Honda | Honda RA615H hybride | Pirelli |                 | AUS     | MAL     | CHI     | BAH     | ESP     | MON     | CAN     | AUT     | GBR     | HON     | BEL     | ITA     | SIN     | JAP     | RUS     | USA     | MEX     | BRÉ     | ABU     | 27              | 9e         |
| 2015   | McLaren Honda | Honda RA615H hybride | Pirelli | Fernando Alonso |         | Abd     | 12e     | 11e     | Abd     | Abd     | Abd     | Abd     | 10e     | 5e      | 13e     | 18e*    | Abd     | 11e     | 11e     | 11e     | Abd     | 15e     | 17e     | 27              | 9e         |
| 2015   | McLaren Honda | Honda RA615H hybride | Pirelli | Kevin Magnussen | Np      |         |         |         |         |         |         |         |         |         |         |         |         |         |         |         |         |         |         | 27              | 9e         |
| 2015   | McLaren Honda | Honda RA615H hybride | Pirelli | Jenson Button   | 11e     | Abd     | 14e     | Np      | 16e     | 8e      | Abd     | Abd     | Abd     | 9e      | 14e     | 14e     | Abd     | 16e     | 9e      | 6e      | 14e     | 14e     | 12e     | 27              | 9e         |

Légende : ici
- * Le pilote n'a pas terminé la course mais est classé pour avoir parcouru plus de 90 % de la distance de course.